# Sami (Syria)
Sami (arab. ســميع) – miejscowość w Syrii, w muhafazie As-Suwajda. W 2004 roku liczyła 1097 mieszkańców.